# Cleto Tomba
Cleto Tomba (Castel San Pietro Terme, 19 agosto 1898 – Bologna, 29 novembre 1987) è stato uno scultore e disegnatore italiano.

## Biografia
Cleto Tomba nasce a Castel San Pietro Terme (provincia di Bologna) il 19 agosto 1898 da Gualtiero Pompeo Tomba e Albina Cimatti. L’incontro con la scultura avviene in tenera età, modellando figurine con creta che trovava avventurandosi lungo il fiume, vicino a casa. Il padre, che apprezzava il talento del figlio, portava queste figurine a cuocere nella fornace di coppi, che si trovava di fianco alle Terme. Così, le piccole sculture del giovanissimo Cleto, già in fama di bambino prodigio, trovarono tra i suoi compaesani i primi acquirenti..
Nel 1903, a soli sei anni di età comincia a frequentare la scuola privata del pittore Carlo Legnani di Bologna, scuola alla quale fu ammesso senza impegni economici per i familiari, il Parroco di Santa Caterina di Strada Maggiore offriva gratis la carta per fare disegni ed esercizi agli allievi più meritevoli.
Nel 1909 muore il padre Gualtiero, costringendo il giovane Cleto a lasciare la Scuola d’Arte di Palazzo Ercolani. Tre anni più tardi inizia lo studio della scultura all’Accademia di Belle Arti di Bologna, sotto la guida di Pasquale Rizzoli diplomandosi nel 1917. Nel 1922 vince il concorso per il «Monumento ai Caduti» di Imola, poi non eseguito, mentre esegue, sempre per essersi aggiudicato il concorso, il monumento ai caduti di Casola Valsenio. Nel 1923 esegue la scultura commemorativa all’ossario del cimitero di Imola ed ottiene il secondo premio nel concorso per il «Monumento ai Caduti» di Sampierdarena. Nel 1926 vince il Primo Premio assoluto alla Mostra Ex-Combattenti di Bologna. 
Cleto in questo periodo è uno scultore affermato, con uno stile tutto personale, tanto da essere invitato nel 1928 alla XIV° Biennale di Venezia partecipando con la scultura in gesso «La marcia su Roma» mentre, l’anno successivo, partecipa alla mostra Internazionale d’Arte di Barcellona esponendo la scultura la giocosa «Manzoniana», riproposta alla Sindacale torinese due anni dopo. 
Nel 1929 esce la monografia “Profilo di Cleto Tomba” di Rezio Buscaroli. Una nota curiosa di questo particolare periodo è la firma: dopo la personale alla “Sala Sarti” di Faenza nel 1928 questa cambia in “Cleto del Castello”. Pentitosi, cominciò a dire “Cleto Tomba del Castello”, per tornare poi a dire e firmarsi “Cleto Tomba”. 
A partire dagli anni Trenta, oltre ai soggetti monumentali, realizza opere di piccolo formato, terrecotte dipinte: sempre ironica e caricaturale la sua “commedia umana”. Con queste piccole sculture parteciperà a numerose mostre nazionali, internazionali e sindacali.
Nel 1931 vince il Concorso Internazionale Curlandese; viene invitato alla Prima Quadriennale Romana con le ironiche «Zebre al sole» ed è nominato Socio dell’Accademia Clementina. Nel 1933 insegna per incarico ai Concorsi Comunali dell’Accademia di Belle Arti di Bologna. Sempre nel 1933 partecipa al concorso pubblico per la «Fontana - Monumento ai Caduti della Direttissima» per la stazione di Bologna, presentando un bozzetto dedicato ai minatori caduti nel pozzo di Cà di Landino, ottenendo il secondo premio; opera acquistata dal Comune di Bologna per la Galleria d’Arte Moderna.
Nel 1934 esce la Monografia di Giuseppe Liparini “L’Arte di Cleto Tomba” con trentacinque tavole e tre disegni. Nel 1935 partecipa alla Seconda Quadriennale Romana con «Il Duce», austero ritratto di Benito Mussolini. Con l’opera «Pugile» presentato alla Quinta Sindacale bolognese del 1936 e la «Maternità», esposta nello stesso anno alla Biennale di Venezia, l’artista si allinea ai temi cari al Regime fascista. 
Nel 1937 ottiene per concorso la cattedra di figura e ornato modellato al Liceo Artistico di Bologna, cattedra che occuperà fino al 1968. Nel 1939 è ancora presente alla Quadriennale Romana con la cera «Mosè», mentre nel 1940 allestisce una personale con quindici opere in bronzo alla Biennale di Venezia. Nel 1941 partecipa alla Sindacale di Milano con l’opera «Sposa», mentre nel 1942 con l’opera «Marco». Nel 1948 torna alla Biennale di Venezia presentando le opere «Nostalgie Terrene» e «Zebre al sole». Nel 1954 esce la monografia “Cleto Tomba – Le figurine” presentate da Piero Jahier e Lamberto Priori. Nel 1958 partecipa alla Biennale d’Arte Sacra dell’Antoniano e viene premiato per l’opera “La cena dei poveri”. Nel 1960 Cleto Tomba viene nominato Socio dell’Accademia di S. Luca e vince la medaglia d’oro al Premio Forlì per il piccolo bronzo “Monaca”. Nel 1962 partecipa al bando indetto per la progettazione e realizzazione del «Monumento ai Caduti» di Bartella, cittadina assira vicino a Mosul, in Iraq, classificandosi al secondo posto. Sempre nel 1962 partecipa al Premio Fiorino di Firenze esponendo il bronzetto «Alcolizzato» con il quale si aggiudica la medaglia d’oro della Camera di Commercio di Pisa, opera acquistata per le collezioni della Galleria d’Arte Moderna di Palazzo Pitti a Firenze. 
Le opere plastiche di Cleto Tomba hanno così raccolto consensi in tutto l’ambiente italiano ed internazionale con un linguaggio semplice ed immediato, lontano da tutti gli schemi accademici.
"Le sue figurine ironiche e, talvolta, irriverenti indagano senza indulgenza e con la stessa precisa attenzione la boria degli avvocati e dei giudici in parrucca e gli effetti delle loro sentenze, la maldicenza all’angolo della strada, l’illusione di un grande amore, l’ingenuità di un educato soldatino in licenza che attende seduto sul divano consumato di una casa di tolleranza, le spietate pettegole del paese; e ancora, l’obesità ridanciana del clero, mariti ubriachi recuperati da mogli arcigne e stancamente rassegnate, madri illuse che vantano le infinite capacità dei loro pargoli, malati che si affidano con totale fiducia alle cure del sedicente luminare di turno, matrimoni di comodo e turisti cialtroni.".

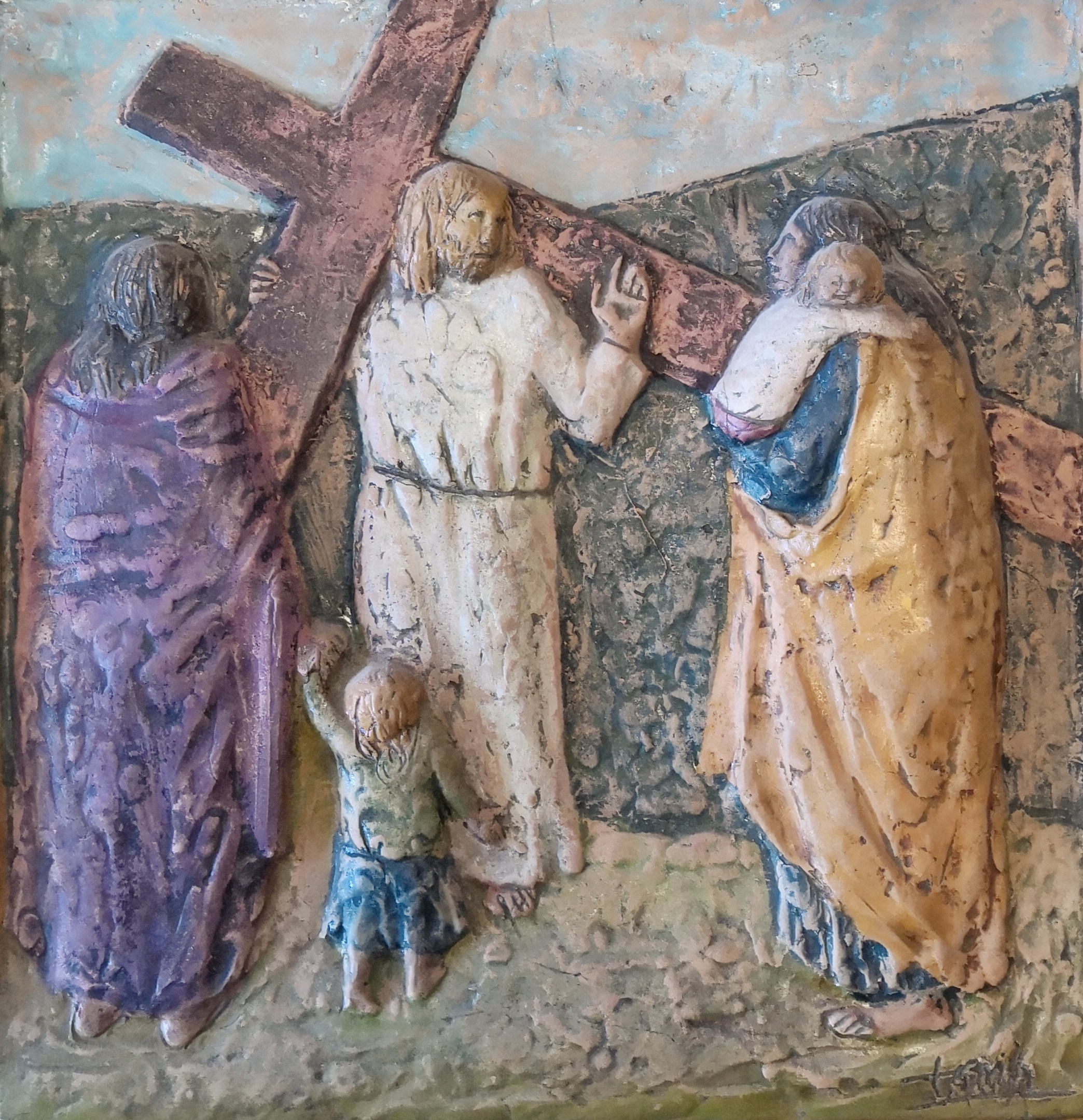
Gesù Cristo incontra la Madonna e le pie donne - terracotta dipinta

Interessante la produzione sia di presepi che di "Via Crucis", queste ultime "ci mostrano un Tomba inconsuetamente severo, teso; classico nella composizione e rigoroso nella plastica. Unica concessione al suo stile abituale rimangono - quando ci sono - i bambini; che, pure coinvolti nell'atmosfera del dramma, esprimono sentimenti e reazioni nella maniera disinibita ed emotiva caratteristica del maestro.".
Cleto Tomba muore a Bologna il 29 novembre 1987.
Le città di Castel San Pietro Terme e la città di Bologna gli hanno dedicato una strada.

## Tecniche di produzione
La produzione di Cleto Tomba, incentrata sulle realizzazioni scultoree, contava di una preparazione a disegni, sia come forma d'arte autonoma, sia come fase preparatoria alle opere plastiche realizzate in terracotta, gesso e cemento bianco patinato ma anche, dal secondo dopoguerra, in bronzo. Non mancano alcune opere tradotte da fonderie specializzate in ghisa e ceramica.

## Riconoscimenti
- 1922 Vince il primo premio al Concorso per il Monumento ai Caduti di Imola e vince il Concorso per il Monumento ai Caduti di Casola Valsenio.
- 1926 Vince il primo premio assoluto alla mostra degli Ex. Combattenti di Bologna.
- 1931 Vince il Concorso Internazionale Curlandese.
- 1933 Vince il secondo premio per il gruppo statuario “Caduti di Cà Landino”.
- 1958 Premiato alla Biennale di Arte Sacra all’Antoniano per l’opera “La cena dei poveri”.
- 1960 Vince la medaglia d’oro al Premio Forlì.
- 1962 Vince la medaglia d’oro alla Mostra Internazionale “Premio del Fiorino”, Firenze.

## Principali retrospettive
- 1999 Mostra Antologica all’Antoniano, Castel San Pietro Terme (Bologna)

## Opere in musei e luoghi pubblici
- Mascheroni, 1906/1908, terracotta, Terme di Castel San Pietro (Bologna).
- Ettore Poggipollini, 1921, bronzo, Sant'Agata Bolognese (Bologna).
- Giuseppe Casanova, 1922, bassorilievo in bronzo, Castel San Pietro Terme (Bologna).
- Monumento ai Caduti della Guerra 1915/1918, 1922, bronzo, Casola Valsenio (Ravenna).
- Monumento ai Caduti, 1923, bronzo, ossario cimitero Imola (Bologna).
- Cristo Redentore, 1924, cemento, Culmine del pronao del santuario del Santissimo Crocifisso di Castel San Pietro Terme (Bologna).
- Monumento ai Caduti della Grande Guerra - Vittoria alata, 1936, altorilievo in cemento, cimitero di Castel San Pietro Terme (Bologna).
- Monumento ai Caduti della Grande Guerra - Pietà, 1936, altorilievo in cemento, cimitero di Castel San Pietro Terme (Bologna).
- Presepio della Maddalena, terracotta dipinta, 1937, Parrocchia di S.Maria Maddalena di Bologna.
- Il campo dei romani, terracotta dipinta, 1937, Parrocchia di S.Maria Maddalena di Bologna.
- Portale del Monte di Pietà, 1958, otto formelle in bronzo, Portale della Banca del Monte di Bologna e Ravenna.
- Presepio dell’Antoniano, terracotta dipinta, 1960, opera di proprietà dell’Antoniano di Bologna.
- Madonna della Fiducia, terracotta dipinta, 1960, proprietà dell’ “Opera Madonna della Fiducia”, Bologna.
- Il buon samaritano, cemento bianco patinato, 1960, opera collocata sulla parete esterna della Casa di Cura “Madre Fortunata Toniolo” di Bologna.
- Alcolizzato, 1962, bronzo, Galleria d’Arte Moderna di Firenze.
- Via Crucis, terracotta dipinta, 1962, Chiesa parrocchiale di S.Severino, Bologna.
- Crocifisso, bronzo, 1972, Basilica-Santuario di S.Antonio, Bologna.
- Calvario, 1976, terracotta, Monastero del Corpus Domini delle Clarisse di Ferrara.
- Pane di Bologna, terracotta dipinta, 1976, sede dell’Associazione Panificatori di Bologna.
- Amneris Marlat, Campo degli Ospedali, Certosa di Bologna